# Tiger (1910)
Pour les articles homonymes, voir Tiger.
Le remorqueur à vapeur Tiger a été construit à Hambourg en 1910 et a façonné l'image du port de Hambourg grâce à son service sur l'Elbe jusqu'en 1966.
Aujourd'hui, il peut être vu au port musée Oevelgönne et est géré par l'association du port musée pour des excursions. Il est classé monument historique de Hambourg (Denkmal).

## Historique
Le remorqueur à vapeur (remorqueur à vis) a été construit dans le chantier naval et l'usine de machines (anciennement Janssen & Schmilinsky (de) A.G.) et inscrit au registre de la navigation intérieure le 15 février 1910. Le nom Tiger, qui ne vient pas du fauve du même nom, provient du nom de marque d'une farine de seigle de la société du moulin à vapeur J.P. Lange Söhne,  dans le port d'Altona et avait également un tigre sur le drapeau de l'entreprise.
Le propriétaire et l'exploitant du remorqueur était Jürgen Hinrich Steffen de l'entreprise de transport d'Altona. Tiger était utilisé, en plus des manœuvres fluviales, au transport des ouvriers des chantiers navals et portuaires et parfois même pour des excursions dans l'Altes Land le week-end. Sorti du service actif en 1966, le Tiger a été conservé comme véhicule de réserve pendant quelques années.

### Préservation
Grâce à deux membres du Museumshafen Oevelgönne e.V., soutenus par le journal Hamburger Abendblatt et de nombreux donateurs privés, le remorqueur a été sauvé de la démolition et en 1978, il a été le premier navire du club à être acheté et restauré. Une autre restauration a eu lieu en 1997.
Le 24 août 2013, le navire a été classé monument historique.

## Galerie

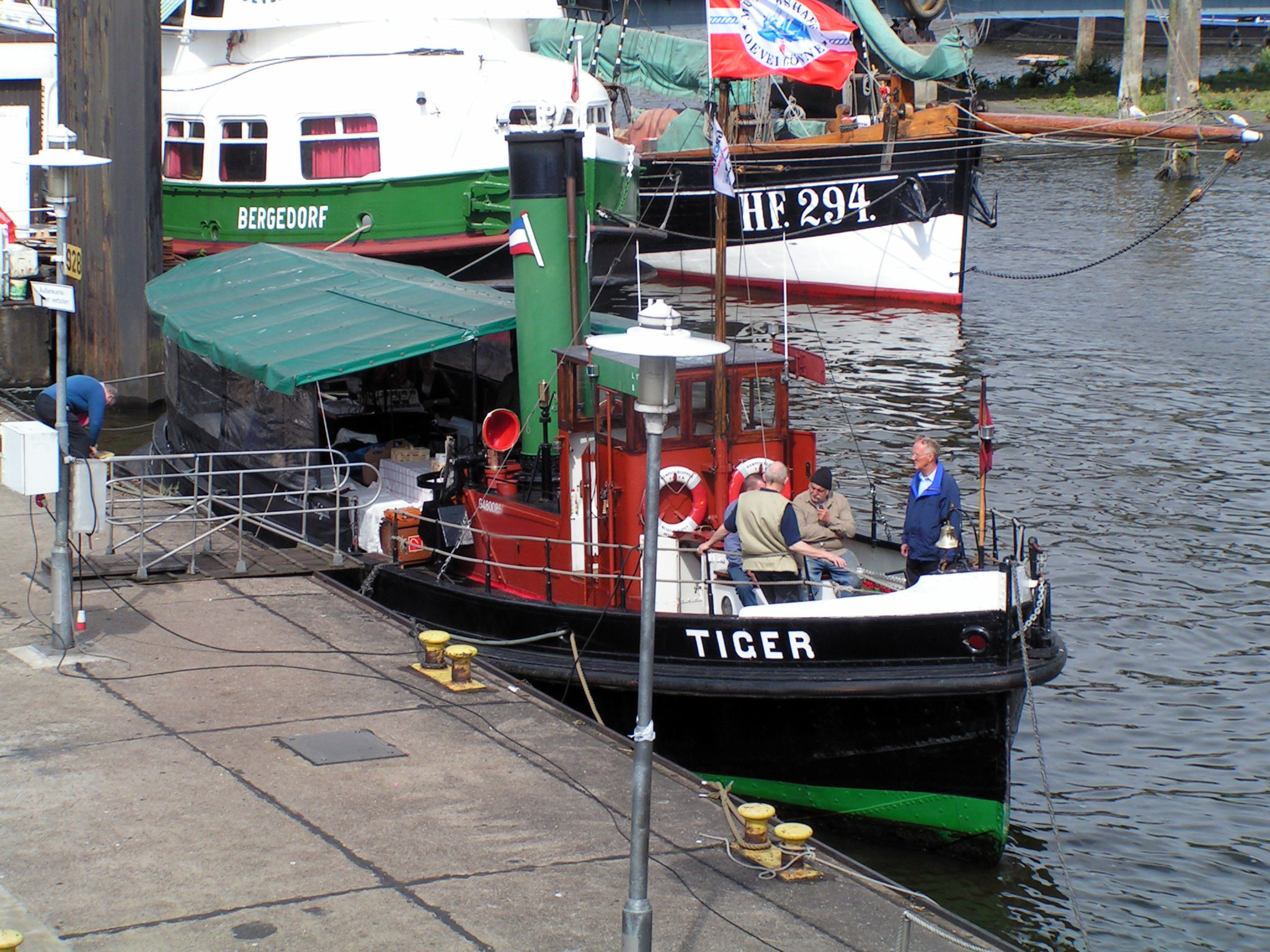
Embarcadère
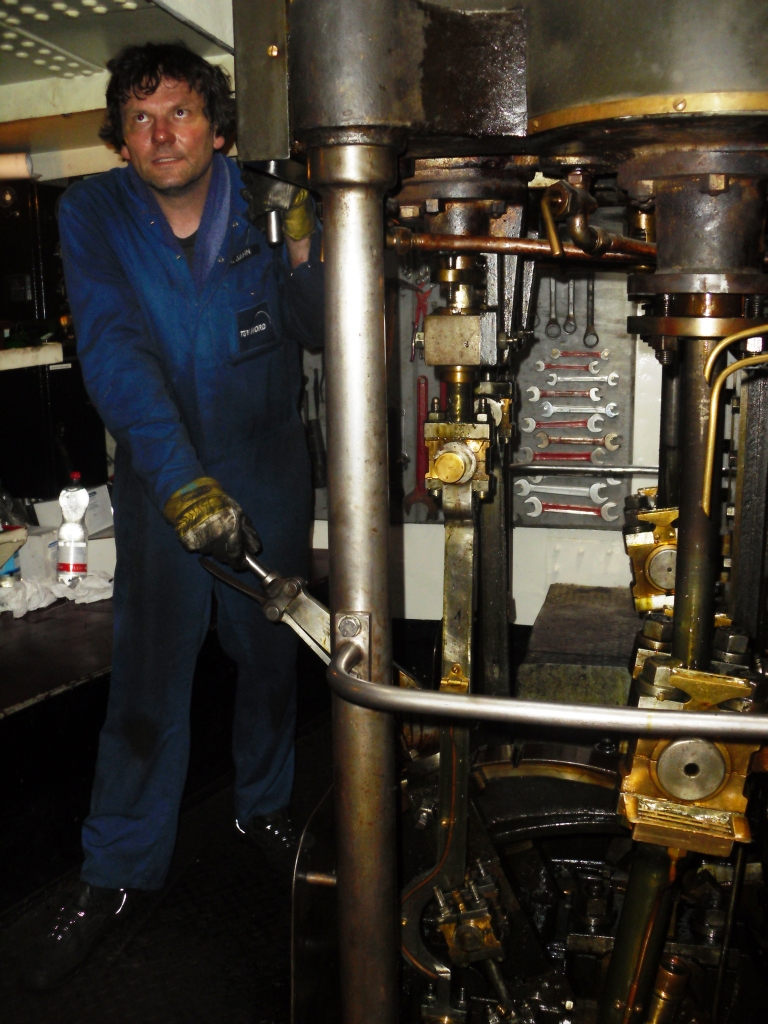
Salle des machines
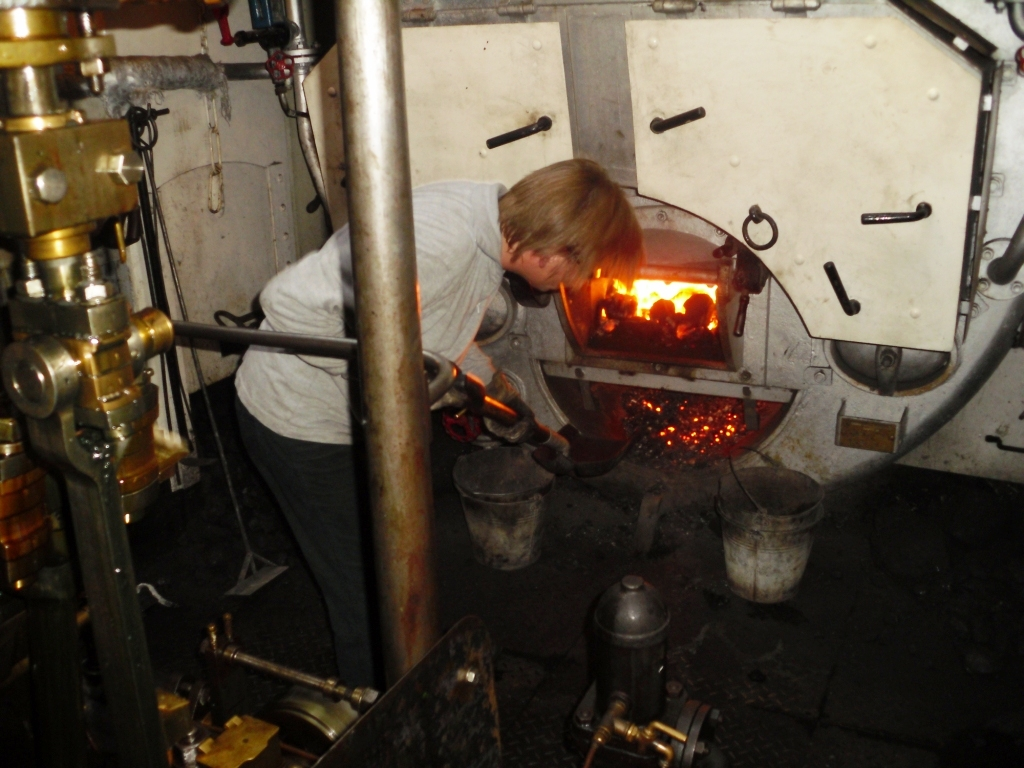
Chaudière